# Средня вас-Поляне
Средня вас-Поляне (словен. Srednja vas-Poljane) — поселення в общині Гореня вас-Поляне, Горенський регіон, Словенія. Висота над рівнем моря: 396,4 м.